# Politique internationale (revue)
Pour l’article homonyme, voir Politique internationale.
Politique internationale est une revue française d'analyse des relations internationales trimestrielle fondée en 1978 par Patrick Wajsman. L'hebdomadaire Le Point l'a décrite comme la revue d'analyse où choisissent de s'exprimer les grandes figures politiques pour livrer leur vision du monde ou de l'histoire. Le directeur général et rédacteur en chef est Patrick Wajsman.
Elle a publié des entretiens avec des personnalités françaises comme Nicolas Sarkozy, Jacques Chirac, ou encore Bernard Kouchner parmi de nombreux autres. Elle a aussi publié des entretiens avec des personnalités étrangères tel que George Bush, Bill et Hillary Clinton, Angela Merkel, Wolfgang Schäuble, David Cameron, Margaret Thatcher, Fidel Castro, Mouammar Kadhafi, Ban Ki-moon, José María Aznar, Álvaro Uribe, Luiz Inácio Lula da Silva, Benyamin Netanyahou, Mohammad Khatami, Hosni Moubarak, Abdallah II de Jordanie, Aléxis Tsípras, Nelson Mandela, Reza Cyrus Pahlavi…
La revue organise 8 à 10 fois par an des petits déjeuners-débats autour d’un invité d’honneur tel François Hollande, Christine Lagarde, George H. W. Bush ou Mikhaïl Gorbatchev parmi d'autres. Elle publie aussi régulièrement des « Dossiers Spéciaux » sur un pays en particulier, rédigés en plusieurs langues.